# Anna Dulce
Anna Dulce (n. 22 octombrie 2005, Chișinău, Republica Moldova) este o trăgătoare de tir sportiv din Republica Moldova, specializată în proba de de pistol, 10 metri, aer comprimat.

## Carieră
Sportiva a stabilit un nou record național (570 de puncte din 600) la Campionatul European din 2021 și s-a calificat la Jocurile Olimpice. La vârsta de 15 ani a participat la Olimpiada de la Tokio unde s-a clasat pe locul 48. În anul următor a câștigat medalia de bronz la Campionatul European de tir printre juniori. La Jocurile Europene din 2023 s-a clasat pe locul 16.
În 2024 ea a ocupat locul patru la Cupa Mondială de Juniori de la Granada, stabilind un nou record național cu 580 din 600 de puncte. În același an a cucerit medalia de aur la Campionatul European de la Győr. La Jocurile Olimpice de la Paris a ocupat locul 28.
Anna Dulce este pregătită de Oleg Moldovan, medaliat cu argint la Sidney 2000.